# Витон, Жан-Жак
Жан-Жак Витон (фр. Jean-Jacques Viton; 24 мая 1933 — 14 марта 2021) — французский поэт.

## Биография
Витон провел свое детство в Лондоне и переехал в Марсель во время Второй мировой войны. После войны он жил в Марокко до 1958 года, где служил во французском флоте. С 1958 по 1963 год Витон работал администратором в марсельском театре Quotidien. В 1980 году он стал соучредителем газеты Banana Split вместе с Лилиан Жиродон.
В мае 2018 года Витон сыграл ключевую роль в петиции о бойкоте межкультурного фестиваля «Франция-Израиль» в поддержку Палестины в израильско-палестинском конфликте. В своей последней книге Cette histoire n’est plus la nôtre mais à qui la voudra fr прокомментировал: «Одна из задач Жан-Жака Витона не в том, чтобы „создать реальность“, мир, а в том, чтобы следовать его движению, открываться его существованию, создавать будущее с миром и пусть они объединяются в тексте. [. . . ] Именно отношение к миру преобладает над логикой языка, это порядок и беспорядок мира, существующего на странице, а не то, что упорядочено языковыми привычками и потребностями. Как выразить мир, не стирая его самим актом произнесения?»
Лауреат премии Французской академии имени Эредиа за произведение «Zama» (2013).
Жан-Жак Витон умер в Марселе 14 марта 2021 года в возрасте 87 лет.

## Произведения
- Краем глаза (1963)
- Семь художников — семь поэтов(1963)
- Пояс (1973)
- Желтый это оранжевый (1976)
- Образ места для реквиема Габриэля Форе (1979)
- Терминал (1981)
- Принципы Де Лье I (1983)
- Лес (1983)
- Порывы ветра (1983)
- Несколько открыток про CRJ и другие открытки (1984)
- Линии манёвра (1984)
- Сюита Двенадцать тихих явлений обнаженной натуры и их продолжение, которое они провоцируют (1984)
- Деколлаж (1986)
- Гала (1989)
- Эпизоды (1990)
- Формирование кавалера (1991)
- Год змеи (1992)
- Быстрое накопление (1994)
- Дж. Л. С. и Дж. Дж. В. — Марсель (10.45-20.00) (1995)
- Поэты (Раздевалка) (1996)
- Путешествие в Китай (1996)
- Тарелка (1996)
- Трансформатор (1998)
- Летнее путешествие (1999)
- Поэма для главного неудачника (1999)
- Патчинко (2001)
- Comme ça (2003)
- Шанхай (2004)
- Канака (2006)
- Температура языка (2006)
- Марсельские открытки (2006)
- Je voulais m’en aller mais je n’ai pas bougé (2008)
- Избранные выжимки (2010)
- Зама (2012)
- Возобновление (2014)
- Cette histoire n’est plus la nôtre mais à qui la voudra (2016)